# Manuel de Falla
Manuel de Falla y Matheu (Cádis, 23 de novembro de 1876 — Alta Gracia, 14 de novembro de 1946) foi um compositor e pianista espanhol.

## Educação e carreira
Filho de um comerciante e de uma pianista, recebeu suas primeiras aulas de sua mãe, María Jesús Matheu. Ao final da década de 1890, estudou piano em Madri, com José Trago, e composição com Felipe Pedrell. Em 1899, por votação unânime, foi-lhe conferido o primeiro prêmio na competição de piano do seu conservatório e, nessa mesma época, começou a usar o "de" com seu primeiro sobrenome, fazendo "de Falla" o nome com o qual se tornaria famoso.
Foi por influência de Pedrell que de Falla tornou-se interessado na música espanhola, particularmente no flamenco andaluz (em especial o cante jonde), que se mostraria marcante em muitas de suas composições. Entre as obras iniciais há algumas zarzuelas, mas a primeira grande composição foi a ópera em um ato La Vida Breve escrita em 1905, embora revisada antes de sua estreia, em 1913.
De Falla tentou — em vão — impedir o assassinato de seu amigo Federico García Lorca, em 1936. Após a vitória de Franco na Guerra Civil Espanhola, de Falla emigrou para Argentina, onde viria a morrer. Em 1947, seus restos mortais foram levados para a Espanha e seus despojos enterrados na Catedral de Cádis. Uma das homenagens à sua memória é a Cátedra de Música Manuel de Falla na Faculdade de Filosofia e Letras na Universidade Complutense de Madri. Outra é a homenagem feita pelo maestro Waldo de Los Ríos, batizando sua orquestra com o nome do compositor espanhol. A orquestra fez muito sucesso gravando músicas clássicas com novos arranjos, usando instrumentos inusuais em peças eruditas, como, por exemplo, guitarra elétrica.